# Michel Ney
Michel Ney, francoski maršal in plemič, * 10. januar 1769, Saarlouis, Posarje, † 7. december 1815, Pariz.

## Življenjepis
Sin obrtnika (sodar) je 1787 vstopil v francosko vojsko kot huzar. Zaradi svoje hrabrosti je hitro napredoval (npr. med bitko narodov je osebno vodil napad francoske težke konjenice). 1792 je postal poročnik, 1799 divizijski general in maršal 1804. Poleg vojaškega napredovanje je od Napoleona prejel še dva plemiška naziva: vojvoda elšingenski (6. junij 1808, za zasluge med francosko revolucionarno vojsko) in princ Moskve (25. marec 1813, zaradi zaslug med ruskim pohodom).
Po prvem Napoleonovemu padcu ga je v službo sprejel novopostavljeni kralj Ludvik XVIII. Ko so ga poslali, da aretira vračajočega Napoleona, je spet zamenjal stran in prevzel poveljstvo dela njegove vojske med bitko za Quatre-Bras in bitko narodov.
Ko je bil Napoleon premagan in spet poslan v izgnanstvo, je kralj ustanovil posebno maršalsko sodišče, ki ga je zaradi izdaje obsodilo na smrt (čeprav ne soglasno). Usmrčen je bil blizu luksemburških vrtov (Pariz). Zavrnil je prevezo za oči in kot poslednjo čast so mu dovolili, da je poveljeval strelskemu vodu, ki ga je usmrtil.